# Пункт пропуска
Пу́нкт про́пуска че́рез госуда́рственную грани́цу Росси́и — в Российской Федерации, под пунктом пропуска понимается, территория (акватория) в пределах железнодорожной, автомобильной станции или вокзала, морского (торгового, рыбного, специализированного), речного (озерного) порта, аэропорта, военного аэродрома, открытых для международных сообщений (международных полётов), а также иной специально выделенный участок местности в непосредственной близости от государственной границы, где в соответствии с законодательством Российской Федерации — России, осуществляется пропуск через государственную границу лиц, транспортных средств, грузов, товаров и животных.

## Классификация пунктов пропуска
В Постановлении Правительства Российской Федерации от 26 июня 2008 г. N 482 «Об утверждении правил установления, открытия, функционирования (эксплуатации), реконструкции и закрытия пунктов пропуска через государственную границу» определена следующая классификация пунктов пропуска:
- по виду международного сообщения пункты пропуска подразделяются на: морские, речные (озерные), воздушные, автомобильные, железнодорожные, пешеходные, смешанные;
- по характеру международного сообщения: пассажирские, грузовые, грузо-пассажирские;
- по режиму работы: постоянные, временные, сезонные, работающие на нерегулярной основе;
- по направлению международного сообщения: многосторонние (для пересечения государственной границы России лицами независимо от их гражданства (подданства), в том числе лицами без гражданства, и транспортными средствами независимо от государственной принадлежности, а также для перемещения через неё грузов, товаров и животных независимо от их государственной принадлежности) и двусторонние (для пересечения государственной границы России гражданами, в том числе в упрощенном порядке, и транспортными средствами России и сопредельного государства, а также для перемещения через государственную границу России грузов, товаров и животных только Российской Федерации и сопредельного государства)

В соответствии с международными договорами России и федеральными законами пункты пропуска могут специализироваться по видам перемещаемых грузов, товаров и животных.
Специализированные пункты пропуска подразделяются на:
- специально оборудованные и предназначенные для ввоза на территорию России товаров, химических, биологических и радиоактивных веществ, отходов и иных грузов, представляющих опасность для человека, пищевых продуктов, материалов и изделий;
- специально оборудованные и предназначенные для ввоза на территорию России животных, продуктов животноводства и кормов, подкарантинной продукции (подкарантинного материала, подкарантинного груза).

## Пункты пропуска в России
Протяженность границ России:
```
Общая                            - 60 932 км.

Речная и озёрная                 - 7 616 км. 
Сухопутная                       - 14 509 км. 
Морская:                         - 38 808 км. 
        Балтийское море            126,1 км.
        Черное море                389,5 км.
        Каспийское                 580 км.
        Тихий океан                16 997,9 км.
        Северный Ледовитый океан   19 724,1 км.
```

https://web.archive.org/web/20120706222258/http://www.rosgranitsa.ru/ru/activity/optimization
(по состоянию на 01 февраля 2013 г.)
Количество пунктов пропуска через государственную границу России:
```
       Автомобильных            - 146
       Железнодорожных          - 66
       Воздушных                - 79
       Морских                  - 64
       Смешанных                - 10
       Речных                   - 5
       Озерных                  - 1
       Пешеходных               - 1
       
Всего                    - 372

       в т.ч. закрыты           - 71
       вновь установлены        - 23
```

Пункты пропуска по участкам границы:
| Государства, граничащие с Россией | Количество пунктов пропуска на участке границы с государством | Количество пунктов пропуска на участке границы с государством | Количество пунктов пропуска на участке границы с государством | Количество пунктов пропуска на участке границы с государством | Количество пунктов пропуска на участке границы с государством | Количество пунктов пропуска на участке границы с государством |        |
| Государства, граничащие с Россией | ВСЕГО                                                         | автомобильный                                                 | железнодорожный                                               | смешанный                                                     | пешеходный                                                    | озерных                                                       | речных |
| --------------------------------- | ------------------------------------------------------------- | ------------------------------------------------------------- | ------------------------------------------------------------- | ------------------------------------------------------------- | ------------------------------------------------------------- | ------------------------------------------------------------- | ------ |
| Норвегия                          | 1                                                             | 1                                                             | -                                                             | -                                                             | -                                                             | -                                                             | -      |
| Финляндия                         | 31                                                            | 24                                                            | 7                                                             | -                                                             | -                                                             | -                                                             | -      |
| Эстония                           | 10                                                            | 5                                                             | 2                                                             | -                                                             | 2                                                             | 1                                                             | -      |
| Латвия                            | 7                                                             | 5                                                             | 2                                                             | -                                                             | -                                                             | -                                                             | -      |
| Литва                             | 7                                                             | 4                                                             | 2                                                             | -                                                             | -                                                             | -                                                             | 1      |
| Польша                            | 7                                                             | 4                                                             | 3                                                             | -                                                             | -                                                             | -                                                             | -      |
| Украина                           | 48                                                            | 33                                                            | 15                                                            | -                                                             | -                                                             | -                                                             | -      |
| Грузия                            | 1                                                             | 1                                                             | -                                                             | -                                                             | -                                                             | -                                                             | -      |
| Южная Осетия                      | 2                                                             | 2                                                             | -                                                             | -                                                             | -                                                             | -                                                             | -      |
| Абхазия                           | 2                                                             | 1                                                             | 1                                                             | -                                                             | -                                                             | -                                                             | -      |
| Азербайджан                       | 6                                                             | 5                                                             | 1                                                             | -                                                             | -                                                             | -                                                             | -      |
| Казахстан                         | 60                                                            | 38                                                            | 21                                                            | -                                                             | -                                                             | -                                                             | 1      |
| Монголия                          | 29                                                            | 27                                                            | 2                                                             | -                                                             | -                                                             | -                                                             | -      |
| Китай                             | 26                                                            | 11                                                            | 3                                                             | 11                                                            | -                                                             | -                                                             | 1      |
| КНДР                              | 1                                                             | -                                                             | 1                                                             | -                                                             | -                                                             | -                                                             | -      |
| Белоруссия                        | -                                                             | -                                                             | -                                                             | -                                                             | -                                                             | -                                                             | -      |
| Япония                            | -                                                             | -                                                             | -                                                             | -                                                             | -                                                             | -                                                             | -      |
| США                               | -                                                             | -                                                             | -                                                             | -                                                             | -                                                             | -                                                             | -      |

Государства, граничащие с Россией (всего — 16, имеющие морские границы — 10):
| Государства, имеющие сухопутные и морские границы с Россией | Протяженность сухопутной границы (км) | Протяженность морской границы (км) |
| ----------------------------------------------------------- | ------------------------------------- | ---------------------------------- |
| Норвегия                                                    | 195,8                                 | 23,3                               |
| Финляндия                                                   | 1271,8                                | 54                                 |
| Эстония                                                     | 324,8                                 | 142                                |
| Латвия                                                      | 270,5                                 | -                                  |
| Литва                                                       | 266                                   | 22,4                               |
| Польша                                                      | 204,1                                 | 32,2                               |
| Украина                                                     | 1925,8                                | 320                                |
| Грузия                                                      | 875,9 (вкл. Абхазию и Ю. Осетию)      | 22,4                               |
| Южная Осетия                                                | 400                                   | -                                  |
| Абхазия                                                     | н/д                                   | -                                  |
| Азербайджан                                                 | 372,6                                 | 22,4                               |
| Казахстан                                                   | 7512,8                                | 85,8                               |
| Монголия                                                    | 3485                                  | -                                  |
| Китай                                                       | 4209,3                                | -                                  |
| КНДР                                                        | 17                                    | 22,1                               |
| Белоруссия                                                  | 1239                                  | -                                  |
| Япония                                                      | -                                     | 194,3                              |
| США                                                         | -                                     | 49                                 |

## Пределы пункта пропуска
Согласно Постановлению Правительства России от 7 апреля 2008 г. N 253 «Об утверждении правил определения пределов пункта пропуска через госграницу России», под пределами пункта пропуска понимаются границы территории (акватории) в пределах железнодорожной, автомобильной станции или вокзала, морского, речного (озерного) порта, аэропорта (аэродрома), военного аэродрома, открытых для международных сообщений (международных полетов), а также специально выделенного в непосредственной близости от государственной границы участка местности, где в соответствии с законодательством России осуществляется пропуск через государственную границу России лиц, транспортных средств, грузов, товаров и животных.